# Sphaeromopsis sarii
Sphaeromopsis sarii là một loài chân đều trong họ Sphaeromatidae. Loài này được Khalaji-Pirbalouty & Wägele miêu tả khoa học năm 2009.